# Julia Davis
Julia Davis, née le 25 août 1966 à Lambeth dans le Grand Londres, est une actrice britannique, qui écrit également des comédies.
Elle est connue pour avoir écrit et joué dans la série comique Nighty Night diffusée sur BBC Three.

## Filmographie

### Cinéma
- 2001 : The Parole Officer : la femme qui fait des insinuations
- 2002 : Wilbur Wants to Kill Himself : Moira
- 2003 : Love Actually : Nancy
- 2004 : AD/BC: A Rock Opera : Ruth
- 2004 : Sex Lives of the Potato Men : Shelley
- 2006 : Confetti : la conseillère matrimoniale
- 2010 : We Are Four Lions : Alice
- 2010 : Cemetery Junction : Mme Taylor
- 2010 : Come On Eileen : Dee
- 2014 : The Bird (court métrage) : la mère
- 2017 : Phantom Thread de Paul Thomas Anderson : Lady Baltimore
- 2019 : Une famille sur le ring (Fighting with My Family) de Stephen Merchant : Daphne
- 2022 : The Toxic Avenger de Macon Blair

### Télévision
- 1998 : Big Train : divers rôles
- 2000 : Jam (série télévisée) : divers rôles
- 2000 : Human Remains (série télévisée) : divers rôles
- 2004 - 2005 : Nighty Night (série télévisée) : Jill Tyrell (également créatrice et scénariste)
- 2006 : Fear of Fanny (téléfilm) : Fanny Cradock
- 2007 : Persuasion (téléfilm) : Elizabeth Elliot
- 2007 - 2009 : Gavin & Stacey : Dawn Sutcliffe
- 2011 : Black Mirror : Charity (épisode Fifteen Million Merits)
- 2012 : Hunderby (série télévisée) : Dorothy (également créatrice et scénariste)
- 2014 : Inside No. 9 : Felicity (épisode The Understudy)
- 2016 : Camping : Fay (également créatrice et scénariste)
- 2018 : Sally4Ever : Emma

## Distinctions

### Nominations
- British Academy Television Awards 2013 : meilleure performance féminine dans un rôle comique pour Hunderby